# Diego Muzzio
Diego Ignacio Muzzio (Buenos Aires, 1969) es un escritor argentino. Sus libros de cuentos Mockba (2007), Las esferas invisibles (2015) y Doscientos canguros (2019) abarcan los géneros del terror y la ciencia ficción, mientras que su primera novela, El ojo de Goliat (2022), aborda la psiquiatría en la posguerra y obtuvo el Premio Fundación Medifé-Filba 2023. Además, ha publicado diez libros de literatura infantil y siete poemarios.

## Biografía
Diego Muzzio nació en 1969 en la ciudad de Buenos Aires, Argentina. Estudió Letras en la Universidad de Buenos Aires. En la década de los noventa, publicó sus dos primeros libros, los poemarios El hueso del ojo (1991) y Sheol Sheol (1996), que ganó el Primer Premio de Poesía del Fondo Nacional de las Artes.
En el 2001, editó el libro de poemas Gabatha (Consejo Nacional para la Cultura y las Artes), que obtuvo el Primer Premio Hispanoamericano de Poesía Sor Juana Inés de la Cruz. Entre los años 2000 y 2020, publicó otros cuatro poemarios: Hieronymus Bosch (2004, Ediciones del Dock), Tratado sobre la ejecución de animales (2008, Honoarte), El sistema defensivo de los muertos (2012) y Los lugares donde dormimos (2020). 
En el 2007, publicó en la editorial Entropía su primer libro de cuentos, Mockba. En el 2015, editó en la misma editorial Las esferas invisibles, novela corta o volumen de relatos largos de género gótico acerca de la fiebre amarilla del siglo XIX en Buenos Aires.
En el 2019, publicó su tercera colección de cuentos, Doscientos canguros. En el 2022, apareció su primera novela, El ojo de Goliát, que cuenta la historia de un psiquiatra inglés a quien le solicitan el tratamiento de un ingeniero que enloqueció mientras inspeccionaba un faro. En el 2023, por dicho texto, obtuvo el Premio Fundación Medifé-Filba. El jurado (conformado por Federico Falco, Betina González y María Moreno) llamó a la obra «una proeza literaria: ajustada, meticulosa, con guiños a autores clásicos y varios niveles posibles de lectura». En julio de ese mismo año, publicó su poesía reunida en el tomo Nadar bajo la tierra
Además de narrativa adulta, publicó diez libros de literatura infantil. Desde el 2006, reside en Francia, junto a su pareja.

## Obra

### Novela
- El ojo de Goliat (2023, Entropía)

### Cuento
- Mockba (2007, Entropía)
- Las esferas invisibles (2015, Entropía)
- Doscientos canguros (2019, Entropía)

### Poesía
- El hueso del ojo (1991, Filofalsía)
- Sheol Sheol (1996, Grupo Editor Latinoamericano)
- Gabatha (2001, Consejo Nacional para la Cultura y las Artes)
- Hieronymus Bosch (2004, Ediciones del Dock)
- Tratado sobre la ejecución de animales (2008, Honoarte)
- El sistema defensivo de los muertos (2012, Hilos Editora)
- Los lugares donde dormimos (2020, Editorial Llantén)
- Nadar bajo la tierra (2023, Salta el Pez)

### Infantil
- La asombrosa sombra del pez limón (2005, Ediciones SM)
- Un tren hacia ya casi casi es navidad (2008, Ediciones SM)
- Galería universal de malhechores (2010, Norma)
- El faro del capitán Blum (2010, Pictus)
- La guerra de los chefs (2011, Estrada)
- Lobo Buenaventura y los tres chanchitos (2014, Ediciones SM)
- Úrsula, domadora de ogros (2015, Ediciones SM)
- Elefantes telefónicos (2015, Estrada)
- El hombre que compró un planeta (2016, Atlántida)
- El año del corredor solitario (2017, Ediciones SM)

## Premios
- 1996: Primer Premio de Poesía del Fondo Nacional de las Artes por Sheol Sheol.
- 2001: Primer Premio Hispanoamericano de Poesía Sor Juana Inés de la Cruz por Gabatha.
- 2023: Premio Fundación Medifé-Filba por El ojo de Goliat
- 2024ː Premio Konex 2024 Letras - Novelaː Período 2021-2023. Diploma al mérito.[15]